# Conector TNC
 O conector TNC (acrônimo de "Threaded Neill–Concelman") é uma versão rosqueada do conector BNC.

## Descrição
As especificações de interface para o TNC e muitos outros conectores são referenciadas no MIL-STD-348. O conector tem impedância de 50 Ω e opera melhor em 0–11 GHz do espectro de frequências. Tem melhor desempenho do que o conector BNC nas frequências de microondas. Inventado no final da década de 1950 e nomeado em homenagem a Paul Neill, da Bell Labs, e Carl Concelman, da Amphenol, o conector TNC foi empregado em uma ampla gama de aplicações de rádio e com fio.
Às vezes, a abreviação TNC é dada como sigla para Threaded Navy Connector.
O conector TNC possui uma rosca de 7/16"-28.

## Variações

### TNC de polaridade reversa

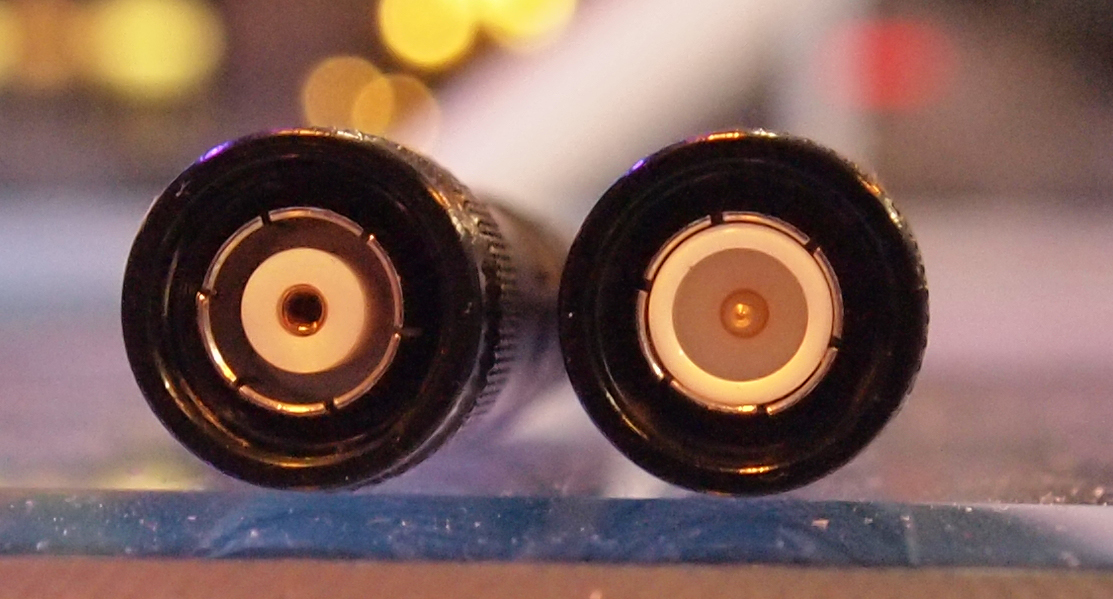
À esquerda, um conector RP-TNC macho de uma antena de 2,4 GHz. À direita, um conector TNC macho padrão em uma antena UHF.

O TNC de polaridade reversa (RP-TNC, às vezes RTNC) é uma variação da especificação do TNC que inverte a polaridade da interface. Isso geralmente é conseguido incorporando os contatos femininos normalmente encontrados nas tomadas no plugue e os contatos masculinos normalmente encontrados nos plugues na tomada.
Por não estarem prontamente disponíveis, os conectores RP-TNC têm sido amplamente utilizados pelos fabricantes de equipamentos Wi-Fi para cumprir regulamentações locais específicas, como as da FCC, que são projetadas para impedir que os consumidores conectem antenas que exibam ganho e, portanto, violar a conformidade. A FCC considerou que o RP-TNC era aceitável para impedir que os consumidores mudassem a antena; mas em 2000 os considerava prontamente disponíveis, embora atrasando sua decisão indefinidamente. Desde 2013, os principais fabricantes ainda usam conectores RP-TNC em seus equipamentos Wi-Fi.

### TNC de 75 ohm
A maioria dos conectores TNC é do tipo 50 ohms, mesmo quando usados com cabo coaxial de outras impedâncias,[carece de fontes?] mas também está disponível uma série de 75 ohms, fornecendo um bom SWR para cerca de 1 GHz. Estes podem ser reconhecidos por uma quantidade reduzida de dielétrico nas extremidades correspondentes. Eles são incompatíveis com os tipos padrão.